# مارتن ريوس
مارتن ريوس (بالألمانية: Martin Rios)‏ هو لاعب كرلنغ سويسري، ولد في 24 مايو 1981 في Riedern ‏ في سويسرا.

## وصلات خارجية
- مارتن ريوس على موقع الاتحاد الدولي للكرلنغ (الإنجليزية)
- مارتن ريوس على موقع اللجنة الأولمبية الدولية (الإنجليزية)
- مارتن ريوس على موقع أوليمبيديا (الإنجليزية)